# Пенкослав (Свентокшиське воєводство)
Пенкослав (пол. Pękosław) — село в Польщі, у гміні Водзіслав Єнджейовського повіту Свентокшиського воєводства.
Населення — 133 особи (2011).
У 1975-1998 роках село належало до Келецького воєводства.

## Демографія
Демографічна структура на день 31 березня 2011 року:
|          | Загалом | Допрацездатний вік | Працездатний вік | Постпрацездатний вік |
| -------- | ------- | ------------------ | ---------------- | -------------------- |
| Чоловіки | 65      | 13                 | 38               | 14                   |
| Жінки    | 68      | 13                 | 39               | 16                   |
| Разом    | 133     | 26                 | 77               | 30                   |